# Brenda Chamberlain (artiste)
Œuvres principales
Tide Race (1962), The Water Castle (1964), Poems with Drawings (1969)

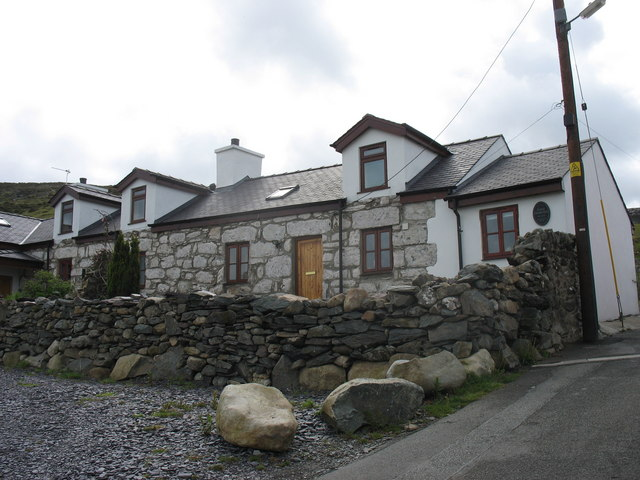
Le cottage de Ty'r Mynydd, où Brenda Chamberlain s'installe avec John Petts.

Brenda Irene Chamberlain, née le 17 mars 1912 à Bangor et décédée le 11 juillet 1971, est une artiste, poétesse et romancière galloise.

## Biographie
Brenda Irene Chamberlain est la fille de Francis Thomas Chamberlain et d'Elsie Cooil Chamberlain. Son père travaille pour le chemin de fer. Sa mère est membre du conseil municipal de Bangor pendant un certain temps, puis devient maire de Bangor pendant la Seconde Guerre mondiale,.
Brenda Chamberlain étudie l'art à la Royal Academy of Arts de Londres. Avant la Seconde Guerre mondiale, elle s'installe avec l'artiste John Petts. Le couple se marie en 1935.
En 1936, ils s'installent dans un cottage à Rachub, un village près de Bethesda, où ils dirigent la Caseg Press avec le poète Alun Lewis, produisant des cartes postales et des ex-libris, pour lesquels Brenda Chamberlain réalise des gravures sur bois. Les Caseg Broadsheets présentent notamment des poèmes de la poétesse, et d'autres auteurs,. 
Le cottage qu’ils partagent, nommé Mynydd, porte une plaque commémorant leur travail,. Le couple divorce en 1944.
Expatriée sur l'île d'Hydra en Grèce, de 1961 à 1967, elle retourne ensuite au Pays de Galles, où elle meurt en 1971, à l'âge de 59 ans, après une surdose de sédatifs. Elle est enterrée au cimetière de Glanadda, Ffordd Caernarfon.

## Littérature
Brenda Irene Chamberlain écrit les mémoires de ses quinze années passées à vivre sur l'île de Bardsey. Ses textes sont conservés par la Bibliothèque nationale du Pays de Galles.
L’autrice a également produit des œuvres en prose, dont un roman The Water Castle (1964) et Tide-Race, un mémoire de la vie à Carreg, sur l'île de Bardsey, où elle a vit et travaille de 1947 à 1962. 
La publication de Tide-Race coïncide avec une exposition personnelle des peintures de l’artiste à la Zwemmer Gallery de Londres.

## Peinture
Brenda Chamberlain remporte les deux premières médailles d'or décernées par le National Eisteddfod of Wales dans la catégorie Fine Art, pour ses tableaux Girl with a Siamese Cat (1951) et The Cristin Children (1953),.

## Héritage

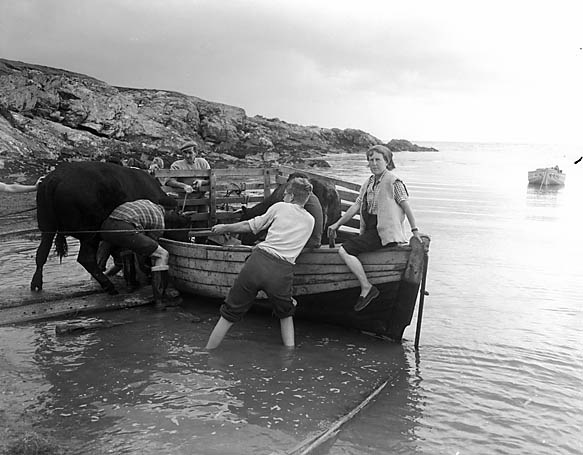
Brenda Chamberlain sur un bateau transportant du bétail, lors d'un pèlerinage sur l'île de Bardsey, 11 août 1950.

Des œuvres d'art de Brenda Chamberlain se trouvent dans les collections du Musée national du Pays de Galles, de la Bibliothèque nationale du Pays de Galles, de l'Université de Bangor, du Château de Cyfarthfa et de la Royal Holloway de l'Université de Londres.
La Bibliothèque nationale du Pays de Galles possède une collection de ses papiers, comprenant des croquis, des lettres, des poèmes, des photographies, des journaux intimes et des œuvres inédites,.
En 1997, Kate Holman publie une biographie universitaire de Brenda Chamberlain. En 2013, Jill Piercy est également l'autrice d'une autre biographie,.

### Textes de l'autrice
- The Green Heart, 1958
- Tide Race, 1962, réédition Seren, 180p, 1996,  (ISBN 9780907476658)
- The Water Castle, 1964, réédition Parthian Books, 250p, 2013,  (ISBN 978-1908069795)
- A Rope of Vines, 1965, réédition Parthian Books, 2009,  (ISBN 9781905762866)
- Poems with Drawings, Enitharmon Press, 1969,  (ISBN 9780901111067)

### Biographies annexes
- Alun Lewis & the making of the Caseg broadsheets : With a letter from Vernon Watkins, and a checklist of the broadsheets, Enitharmon, 1970,  (ISBN 9780901111074)
- Brenda Chamberlain, Kate Holman, University of Wales Press, 112p,  (ISBN 978-0708310489)
- Brenda Chamberlain: Artist & Writer, Parthian Books, Jill Piercy, 300p, 2013,  (ISBN 9781906998233)